# Erioderma marcellii
Erioderma marcellii är en lavart som beskrevs av P. M. Jørg. & Arv. Erioderma marcellii ingår i släktet Erioderma och familjen Pannariaceae.   Inga underarter finns listade i Catalogue of Life.